# هونگرج
هونگرج (به هلندی: Hongerige Wolf) یک منطقهٔ مسکونی در هلند است که در شهرستان الدآمبت واقع شده‌است. هونگرج ۳۰ نفر جمعیت دارد.